# Alessandro Tasca
Pour les articles homonymes, voir Tasca.
Alessandro Tasca Filangeri, prince de Cutò est un homme politique italien, né à Palerme le 5 janvier 1874, mort à Palerme le 17 novembre 1943.
Riche prince sicilien, membre d'une des plus prestigieuses familles de l'île, il défend, comme publiciste, patron de presse et député, les idées socialistes, ce qui lui vaut le surnom de « Prince rouge ».

## Biographie

### Famille et formation
Issu de la haute aristocratie sicilienne, il est le fils de la princesse Giovanna Filangieri di Cutò et du comte Lucio Mastrogiovanni Tasca. Il est le petit-fils du maire de Palerme Lucio Mastrogiovanni Tasca et le neveu de Giuseppe Tasca Lanza, également maire de Palerme.
L'une de ses sœurs, Béatrice, mariée en 1891 à Giulio Tomasi, prince de Lampedusa, est la mère de Giuseppe Tomasi di Lampedusa, auteur du Guépard. Un autre sœur, Giulia, épouse du comte Romualdo Trigona, est victime en 1911 à Rome, où elle est dame de cour de la reine Hélène, du premier féminicide médiatisée dans l'Italie du XXe siècle.
Après avoir fait de nombreux voyages en Europe durant sa jeunesse, dont un séjour à Paris, il s'engage dans les rangs socialistes en s'intéressant au sort des travailleurs, notamment aux faisceaux siciliens en 1891-1893. Lecteur de Mario Aldisio Sammito et de sociologues français et allemands, fidèle de Napoleone Colajanni dont il finance le journal L'Isola à partir de 1892, il dénonce les collusions et la corruption de la vie politique palermitaine dans les colonnes des journaux qu'il a créés, Il Gibus et Il Siciliano, puis dans La Battaglia, qu'il fonde en avril 1898 et qui devient plus tard l'organe officiel du parti socialiste à Palerme.
Son arrestation en 1895 ne lui fait pas ralentir ses activités politiques à sa libération en 1896. Il participe aux côtés des Grecs à la guerre de Trente jours. En 1899, il est élu aux élections provinciales de Palerme.

### Le Prince rouge
Il se présente sur la liste socialiste lors des municipales de juillet 1900 à Palerme, attirant vers les forces de gauche des voix de certains aristocrates et monarchistes.
Attaquant les grandes personnalités de la ville et l'administration municipale, il est condamné en mars 1901 à onze mois et vingt jours de prison, à une amende de mille lires et des dommages moraux de cent mille lires pour ses écrits contre l'administration de l'ancien maire de Palerme, Emanuele Paternò. Arrêté en pleine rue Maqueda le 5 mars 1902, il est incarcéré jusqu'au 22 août 1902 dans la prison d'Ucciardone, où il se fait attribuer trois cellules communicantes qu'il orne luxueusement. Alors qu'il est élu conseiller municipal de Palerme durant son incarcération, sa sortie de prison est célébrée avec un banquet par l'Union des Travailleurs et un autre par un comité réunissant hommes politiques, financiers, monde de la culture et journalistes. L'enquête prouve que les accusations portées par Tasca contre Paternò sont fondées, ce qui entraîne la dissolution du conseil municipal de Palerme.
Il épouse en 1903 Marie-Thérèse Zakrzewska avec qui il a deux enfants : Gioia et Alessandro.
Non élu député dans le 4ᵉ collège de Palerme en 1904, battu en février 1905 par son parent, duc dell’Arenella pour succéder à Pietro Bonanno tout en étant accusé de corruption électorale par la police et par le socialiste révolutionnaire Borruso, il est envoyé à la Chambre par le collège de Sciacca lors des élections partielles du 25 mars 1906. Lors des élections municipales de Palerme du 22 juillet 1906, il est élu conseiller municipal. Il est réélu député en mars 1909, mais son élection est invalidée en même temps qu'il est à nouveau battu par le duc dell’Arenella à Palerme. Il s'allie à Ignazio Florio Jr. pour constituer une liste hétéroclite de socialistes, radicaux, conservateurs et monarchistes, le Bloc populaire, qui porte au pouvoir le comte Romualdo Trigona di Sant'Elia, ami de Florio et beau-frère de Tasca, et défend essentiellement les intérêts de l'industriel. Après la chute de Trigona, en juin 1910, Florio tente vainement de faire élire Tasca.
Membre du courant intransigeant au sein du Parti socialiste italien, il se rapproche de la branche progressiste incarnée par Leonida Bissolati et Ivanoe Bonomi au congrès d'Imola en septembre 1902 tout en accentuant son antiministérialisme. Il rejoint le Parti socialiste réformiste italien fondé en 1912 comme la majorité des socialistes palermitains, dont Aurelio Drago et Garibaldi Bosco, considérant que la conquête de la Libye peut être une source de travail et d'enrichissement pour le peuple méridional.
Il retrouve facilement son siège de député de Palerme en 1913, mais lors des élections administratives à Palerme en juillet 1914, l'Union des partis populaires pour laquelle il est candidat aux côtés des parlementaires Restivo, Drago et Di Stefano, des universitaires Giuffrè, Arnaldo Trambusti, Emanuele Carnevale et Gaetano Lodato, l'écrivain républicain Luigi Natoli et le publiciste Oreste Lo Valvo, n'envoie aucun élu au conseil municipal face à la majorité absolue obtenue par les partisans de Nunzio Nasi.
Ancien antimilitariste convaincu, il suspend la parution de La Battaglia le 24 mai 1914 quand s'engage la Première Guerre mondiale pour laquelle il défend l'intervention italienne (il s'engage comme volontaire), encore plus après la défaite de Caporetto, position critiquée à gauche. Il est battu en 1919 à Palerme par son colistier du Parti socialiste réformiste Aurelio Drago, Éloigné de Palerme et ayant tempéré ses positions au point que le Giornale di Sicilia appelle à une liste commune entre les libéraux d'Orlando et le duo Tasca-Drago, il perd son électorat qui préfère les socialistes officiels, et, dès lors, son rôle principal dans le paysage politique de la ville. Cette union est réalisée en 1921, lors de laquelle Drago est réélu sur la même liste qu'Orlando dans le collège de la Sicile occidentale, mais le bon score à Palerme de Tasca ne lui permet pas de compenser le poids électoral du reste de la province pour redevenir député.
Attiré par le maximalisme puis par la ligne réformiste tout en rejoignant le Grand Orient d'Italie à Rome, il tente, lors des élections municipales de 1925 à Palerme, de s'opposer au pouvoir fasciste en présentant une liste menée par Vittorio Emanuele Orlando soutenue par les démocrates socialistes, réformistes, radicaux et libéraux.

### Ruine
Riche héritier, vivant dans le luxe, il dilapide sa grande richesse dans le jeu, ses relations amoureuses et le soutien aux journaux et organisations de gauche ce qui lui vaut le surnom de prince rouge.
Retiré de vie publique, il rejette les propositions des Mussoliniens et finit sa vie ruinée dans un hospice après avoir vendu ses biens dont le palais Filangeri-Cutò à Santa Margherita di Belice et malgré l'aide de ses sœurs Teresa et Béatrice et de son neveu Casimiro Piccolo. Il meurt sous un bombardement américain en 1943.